# Regierungspalast (Ulaanbaatar)

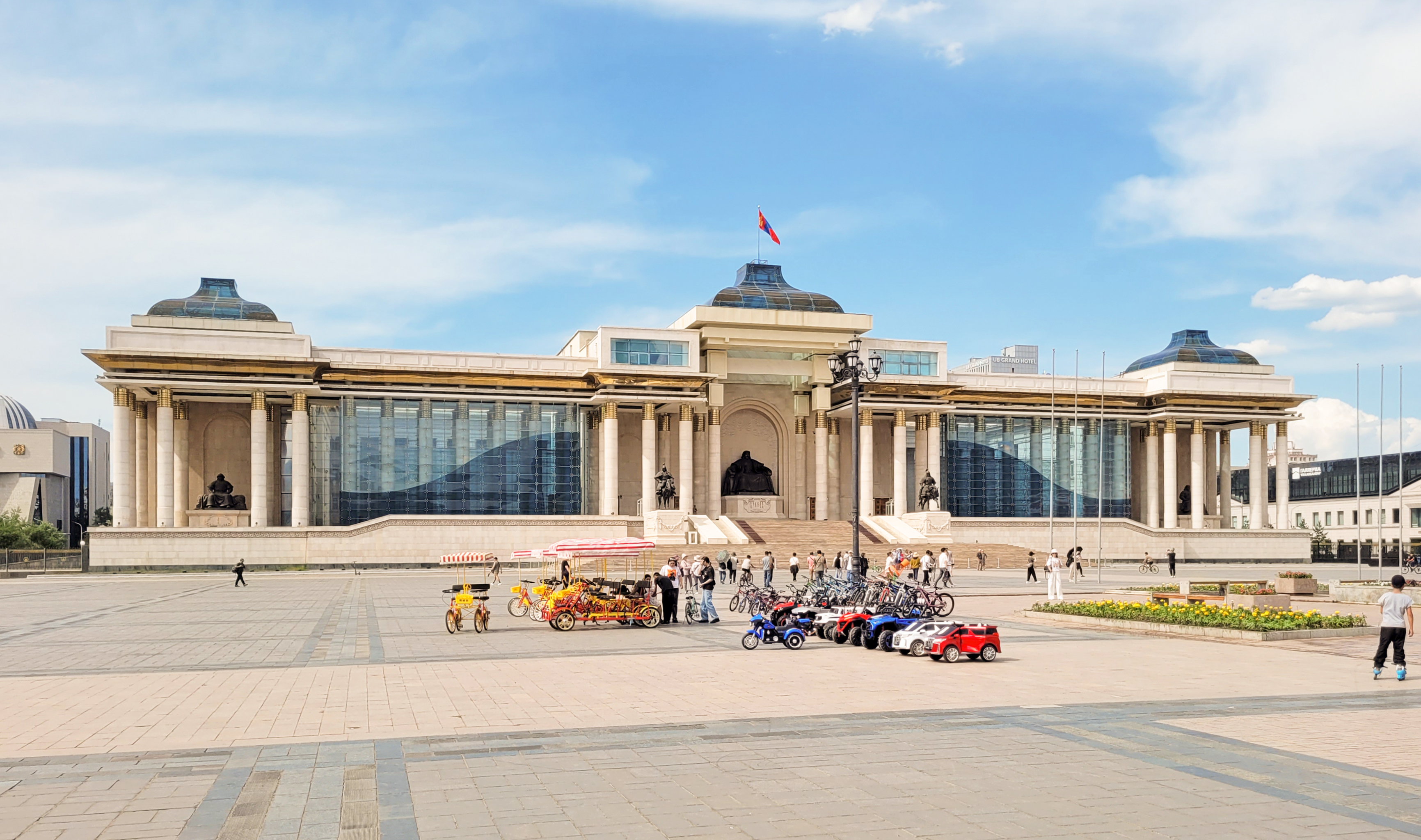
Regierungspalast mit Dschingis-Khan-Denkmal (seit 2005)

Der Regierungspalast (mongolisch Засгийн газрын ордон) am Süchbaatar-Platz in der mongolischen Hauptstadt Ulaanbaatar ist der Amtssitz des Staatspräsidenten, des Premierministers und des Großen Staats-Churals der Mongolei.

## Geschichte

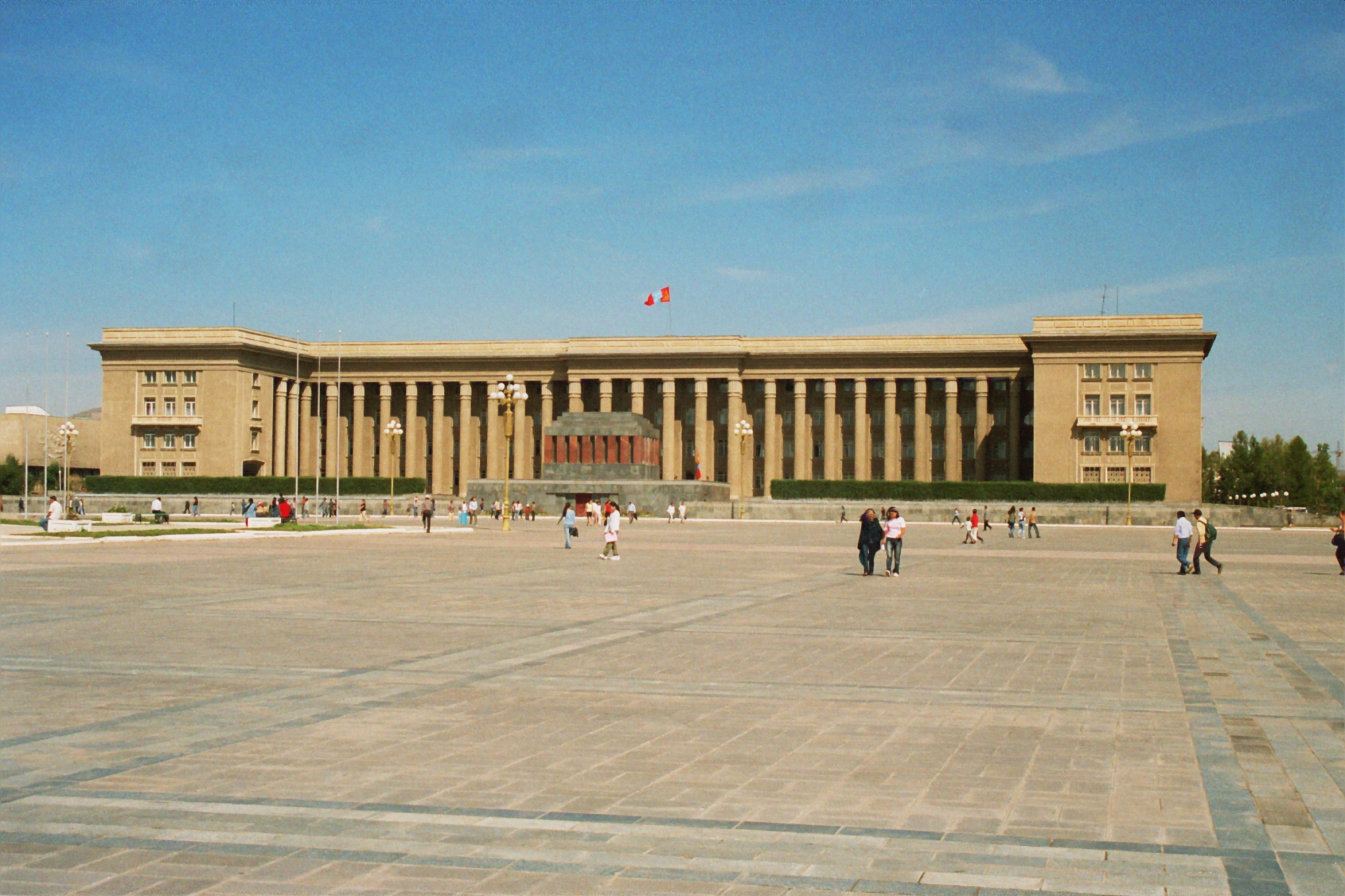
Regierungspalast mit Süchbaatar-Mausoleum (bis 2005)

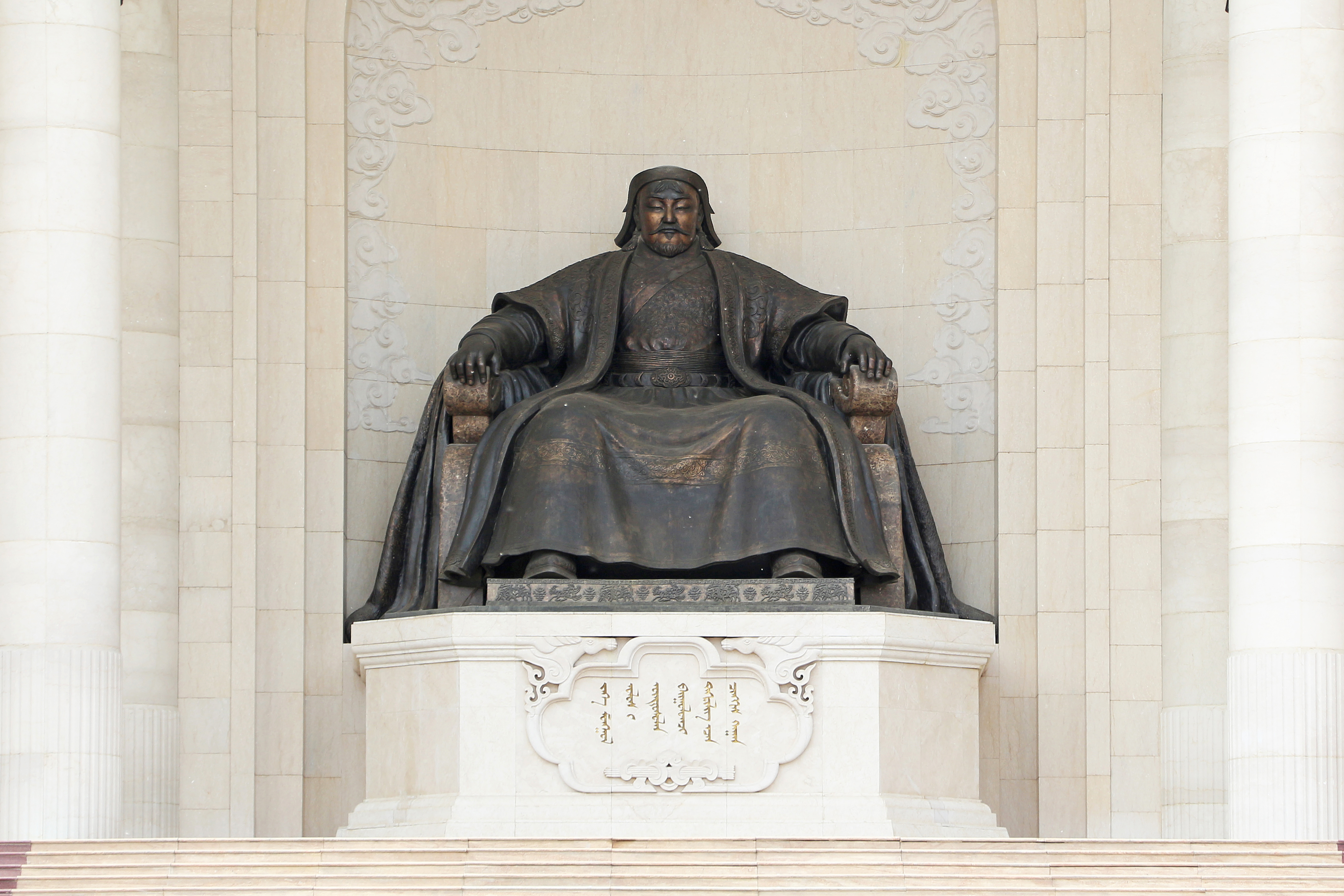
Dschingis-Khan-Denkmal am Regierungspalast (seit 2006)

Das Gelände des heutigen Regierungspalastes und des Sükhbaatar-Platzes wurde bis zum Beginn des 20. Jahrhunderts größtenteils vom Zuun-Khuree-Kloster eingenommen, dem zentralen Tempel-Palast-Komplex der Stadt. Das Kloster wurde 1639 gegründet und war ein beweglicher Standort, der fast dreißig Mal seinen Standort wechselte, bevor es sich 1855 schließlich im heutigen Ulaanbaatar niederließ. Es war berühmt für seine hochrangige Klosterausbildung, zehn Klosterschulen, zahlreiche Tempel, 15.000 Lamas, dreißig Lamabezirke, spektakuläre religiöse Feste und reiche Schatzkammern. Der ursprünglich Züün Khüree (Ostkloster) genannte Komplex war der größte und älteste Abschnitt des späteren Ulaanbaatar. Das Kloster hatte ein großes, offenes Gelände (später der Hauptplatz der Stadt), das auf allen Seiten von Tempeln, Residenzen des Adels und der Geistlichkeit sowie dem Markt Baruun Damnuurchin umgeben war. Hier fanden in Anwesenheit von Adligen und Geistlichen mongolische Ringkämpfe und Tsam-Tänze statt. Später wurde das Gebiet zu einer Mülldeponie, die der Bogd Khan auf seinem königlichen Zug zum Shar ordon (Gelben Palast) passierte. 
Nach der Revolution in der Äußeren Mongolischen Republik von 1921 wurde der Müll beseitigt und 1926 an dieser Stelle ein Theater mit einer grünen Kuppel errichtet. Das angrenzende Ikh Khüree-Kloster wurde in den 1930er Jahren im Zuge der groß angelegten Verfolgung der buddhistischen Religion vom kommunistischen Regime des Landes völlig zerstört. Heute erinnern nur noch ein paar alte Tempel an die Schönheit der Altstadt. Das Theater mit der grünen Kuppel brannte 1949 unerwartet bis auf die Grundmauern nieder. 1946 begann der Bau des Süchbaatariin-Platzes mit einer Statue des Revolutionsführers Damdiny Süchbaatar. Der oberste Führer der Mongolei, Marschall Chorloogiin Tschoibalsan, beteiligte sich als einfacher Arbeiter am Ausheben des Markierungssteins an der für Süchbaatars Statue ausgewählten Stelle.
Nach der Zerstörung des Grünen Theaters ordnete Tschoibalsan 1951 den Bau des Regierungspalastes an dessen Stelle an. Nach Tschoibalsans Tod 1952 ließen die Parteiführer an der Südseite des Palastes ein Mausoleum nach dem Vorbild des Mausoleums Lenins in Moskau errichten, um die sterblichen Überreste von Süchbaatar und Tschoibalsan aufzubewahren. Das 1954 fertiggestellte Süchbaatar-Mausoleum diente bis zur Demokratischen Revolution von 1990 jedes Jahr als Aussichtsplattform für Parteiführer und hochrangige Regierungsbeamte während der Paraden zum Nationalfeiertag und zum 1. Mai. Wegen seiner bis 2007 grauen Fassadenfarbe wird der Regierungspalast umgangssprachlich manchmal auch als „Grauer Palast“ (Саарал ордон) bezeichnet. In den Jahren 2005 und 2006 wurde das Süchbaatar-Mausoleum im Zuge umfangreicher Renovierungsarbeiten am Palast abgerissen und durch einen Erweiterungstrakt mit einem Denkmal für Dschingis Khan, Ögedei Khan und Kublai Khan ersetzt. Die Neubauten wurden 2006 rechtzeitig zum 800-Jahr-Jubiläum der Krönung Dschingis Khans fertiggestellt. Die Statue von Dschingis Khan wird von zweien seiner Generäle, Muqali und Bo’orchu, bewacht.